# Esqui cross-country nos Jogos Olímpicos de Inverno de 2022 - 30 km skiathlon masculino
A competição do 30 km skiathlon masculino do esqui cross-country nos Jogos Olímpicos de Inverno de 2022 ocorreu em 6 de fevereiro no Centro Nórdico Kuyangshu e Centro de Biatlo, em Zhangjiakou.

## Medalhistas
| Ouro   | ROC Alexander Bolshunov |
| Prata  | ROC Denis Spitsov       |
| Bronze | FIN Iivo Niskanen       |

## Programação
Horário local (UTC+8).
| Data           | Horário | Evento |
| -------------- | ------- | ------ |
| 6 de fevereiro | 15:00   | Final  |

## Resultados
| Pos.              | Bib | Atleta                  | País                | 15 km clássico | Pos.          | Pitstop       | 15 km livre   | Pos.          | Tempo final   | Diferença     |
| ----------------- | --- | ----------------------- | ------------------- | -------------- | ------------- | ------------- | ------------- | ------------- | ------------- | ------------- |
| Medalha de ouro   | 2   | Alexander Bolshunov     | ROC                 | 39:05.6        | 1             | 31.9          | 36:32.3       | 1             | 1:16:09.8     | –             |
| Medalha de prata  | 6   | Denis Spitsov           | ROC                 | 39:36.1        | 3             | 30.1          | 37:14.6       | 2             | 1:17:20.8     | +1:11.0       |
| Medalha de bronze | 4   | Iivo Niskanen           | FIN Finlândia       | 39:06.1        | 2             | 30.5          | 38:33.4       | 7             | 1:18:10.0     | +2:00.2       |
| 4                 | 8   | Hans Christer Holund    | NOR Noruega         | 39:41.8        | 5             | 32.9          | 38:26.0       | 6             | 1:18:40.7     | +2:30.9       |
| 5                 | 10  | Pål Golberg             | NOR Noruega         | 39:41.0        | 4             | 35.3          | 38:46.0       | 11            | 1:19:02.3     | +2:52.5       |
| 6                 | 26  | William Poromaa         | SWE Suécia          | 40:13.9        | 8             | 31.5          | 38:18.3       | 3             | 1:19:03.7     | +2:53.9       |
| 7                 | 21  | Perttu Hyvärinen        | FIN Finlândia       | 40:13.1        | 7             | 31.7          | 38:37.6       | 9             | 1:19:22.4     | +3:12.6       |
| 8                 | 11  | Francesco De Fabiani    | ITA Itália          | 40:12.4        | 6             | 29.3          | 39:06.0       | 22            | 1:19:47.6     | +3:37.8       |
| 9                 | 5   | Artem Maltsev           | ROC                 | 40:38.4        | 10            | 32.3          | 38:53.9       | 14            | 1:20:04.6     | +3:54.8       |
| 10                | 18  | Clément Parisse         | FRA França          | 41:16.0        | 17            | 29.3          | 38:21.7       | 5             | 1:20:07.0     | +3:57.2       |
| 11                | 30  | Scott Patterson         | USA Estados Unidos  | 41:17.4        | 19            | 33.7          | 38:18.9       | 4             | 1:20:10.0     | +4:00.2       |
| 12                | 14  | Lucas Bögl              | GER Alemanha        | 41:05.4        | 15            | 32.5          | 38:34.6       | 8             | 1:20:12.5     | +4:02.7       |
| 13                | 13  | Friedrich Moch          | GER Alemanha        | 40:46.2        | 12            | 31.7          | 38:58.5       | 19            | 1:20:16.4     | +4:06.6       |
| 14                | 35  | Jules Lapierre          | FRA França          | 41:04.5        | 13            | 32.0          | 38:45.3       | 10            | 1:20:21.8     | +4:12.0       |
| 15                | 16  | Jonas Baumann           | SUI Suíça           | 41:05.0        | 14            | 30.9          | 38:56.6       | 17            | 1:20:32.5     | +4:22.7       |
| 16                | 41  | Mika Vermeulen          | AUT Áustria         | 41:18.0        | 20            | 32.3          | 38:49.7       | 13            | 1:20:40.0     | +4:30.2       |
| 17                | 15  | Andrew Musgrave         | GBR Grã-Bretanha    | 41:16.8        | 18            | 32.7          | 38:57.4       | 18            | 1:20:46.9     | +4:37.1       |
| 18                | 12  | Michal Novák            | CZE República Checa | 41:14.9        | 16            | 29.9          | 39:06.1       | 23            | 1:20:50.9     | +4:41.1       |
| 19                | 24  | Florian Notz            | GER Alemanha        | 41:19.4        | 22            | 35.6          | 39:05.4       | 21            | 1:21:00.4     | +4:50.6       |
| 20                | 27  | Irineu Esteve Altimiras | AND Andorra         | 41:37.9        | 27            | 36.2          | 38:54.1       | 16            | 1:21:08.2     | +4:58.4       |
| 21                | 37  | Imanol Rojo             | ESP Espanha         | 41:37.7        | 26            | 37.5          | 38:54.0       | 15            | 1:21:09.2     | +4:59.4       |
| 22                | 39  | Candide Pralong         | SUI Suíça           | 41:38.6        | 28            | 31.5          | 39:03.5       | 20            | 1:21:13.6     | +5:03.8       |
| 23                | 19  | Maurice Manificat       | FRA França          | 41:53.9        | 33            | 34.2          | 38:49.4       | 12            | 1:21:17.5     | +5:07.7       |
| 24                | 23  | Jens Burman             | SWE Suécia          | 41:20.0        | 23            | 32.9          | 39:50.4       | 25            | 1:21:43.3     | +5:33.5       |
| 25                | 43  | Remi Lindholm           | FIN Finlândia       | 41:39.5        | 30            | 34.0          | 39:35.9       | 24            | 1:21:49.4     | +5:39.6       |
| 26                | 40  | Dominik Bury            | POL Polônia         | 42:08.2        | 35            | 34.5          | 39:57.9       | 26            | 1:22:40.6     | +6:30.8       |
| 27                | 28  | Jason Rüesch            | SUI Suíça           | 41:40.6        | 31            | 33.2          | 40:27.5       | 27            | 1:22:41.3     | +6:31.5       |
| 28                | 38  | Paul Pepene             | ROU Romênia         | 41:39.3        | 29            | 31.7          | 40:30.4       | 28            | 1:22:41.4     | +6:31.6       |
| 29                | 44  | Snorri Einarsson        | ISL Islândia        | 41:37.4        | 25            | 39.2          | 40:33.5       | 29            | 1:22:50.1     | +6:40.3       |
| 30                | 17  | Calle Halfvarsson       | SWE Suécia          | 41:18.8        | 21            | 34.5          | 41:03.0       | =34           | 1:22:56.3     | +6:46.5       |
| 31                | 53  | Olivier Léveillé        | CAN Canadá          | 42:07.5        | 34            | 31.2          | 41:03.3       | 36            | 1:23:42.0     | +7:32.2       |
| 32                | 34  | Vitaliy Pukhkalo        | KAZ Cazaquistão     | 41:36.8        | 24            | 36.2          | 41:32.1       | 39            | 1:23:45.1     | +7:35.3       |
| 33                | 56  | Alvar Johannes Alev     | EST Estônia         | 42:08.8        | 36            | 33.4          | 41:08.3       | 38            | 1:23:50.5     | +7:40.7       |
| 34                | 36  | Paolo Ventura           | ITA Itália          | 42:41.0        | 40            | 32.6          | 40:46.8       | 30            | 1:24:00.4     | +7.50.6       |
| 35                | 29  | Naoto Baba              | JPN Japão           | 43:13.8        | 44            | 37.7          | 40:52.4       | 31            | 1:24:43.9     | +8:34.1       |
| 36                | 3   | Aleksey Chervotkin      | ROC                 | 41:41.0        | 32            | 34.0          | 42:44.5       | 46            | 1:24:59.5     | +8:49.7       |
| 37                | 32  | Leo Johansson           | SWE Suécia          | 43:21.9        | 46            | 34.7          | 41:03.0       | =34           | 1:24:59.6     | +8:49.8       |
| 38                | 59  | Liu Rongsheng           | CHN China           | 43:19.3        | 45            | 34.7          | 41:05.6       | 37            | 1:24:59.6     | +8:49.8       |
| 39                | 25  | Gus Schumacher          | USA Estados Unidos  | 42:26.3        | 38            | 31.4          | 42:16.6       | 44            | 1:25:14.3     | +9:04.5       |
| 40                | 1   | Johannes Høsflot Klæbo  | NOR Noruega         | 40:42.1        | 11            | 34.0          | 43:59.7       | 49            | 1:25:15.8     | +9:06.0       |
| 41                | 48  | Ryo Hirose              | JPN Japão           | 43:04.4        | 43            | 32.2          | 41:41.1       | 40            | 1:25:17.7     | +9:07.9       |
| 42                | 22  | Antoine Cyr             | CAN Canadá          | 42:27.3        | 39            | 33.5          | 42:25.2       | 45            | 1:25:26.0     | +9:16.2       |
| 43                | 33  | Thomas Maloney Westgård | IRL Irlanda         | 43:03.8        | 42            | 34.3          | 41:51.7       | 42            | 1:25:29.8     | +9:20.0       |
| 44                | 42  | Petr Knop               | CZE República Checa | 44:06.8        | 52            | 35.7          | 40:55.9       | 33            | 1:25:38.4     | +9:28.6       |
| 45                | 52  | Ján Koristek            | SVK Eslováquia      | 44:06.1        | 51            | 37.7          | 40:54.9       | 32            | 1:25:38.7     | +9:28.9       |
| 46                | 46  | Adam Fellner            | CZE República Checa | 43:22.6        | 47            | 34.1          | 41:42.8       | 41            | 1:25:39.5     | +9:29.7       |
| 47                | 57  | Mikayel Mikayelyan      | ARM Armênia         | 42:09.7        | 37            | 35.5          | 43:08.5       | 47            | 1:25:53.7     | +9:43.9       |
| 48                | 31  | Giandomenico Salvadori  | ITA Itália          | 43:23.4        | 48            | 34.3          | 42:13.0       | 43            | 1:26:10.7     | +10:00.9      |
| 49                | 54  | Shang Jincai            | CHN China           | 43:03.2        | 41            | 36.2          | 43:08.8       | 48            | 1:26:48.2     | +10:38.4      |
| 50                | 62  | Hadesi Badelihan        | CHN China           | 44:04.2        | 49            | 34.9          | Ultrapassado  | Ultrapassado  | Ultrapassado  | Ultrapassado  |
| 51                | 58  | Mateusz Haratyk         | POL Polônia         | 45:40.0        | 59            | 32.0          | Ultrapassado  | Ultrapassado  | Ultrapassado  | Ultrapassado  |
| 52                | 49  | Raimo Vīgants           | LAT Letônia         | 44:05.9        | 50            | 38.3          | Ultrapassado  | Ultrapassado  | Ultrapassado  | Ultrapassado  |
| 53                | 47  | Haruki Yamashita        | JPN Japão           | 45:06.0        | 57            | 34.9          | Ultrapassado  | Ultrapassado  | Ultrapassado  | Ultrapassado  |
| 54                | 66  | Thibaut de Marre        | BEL Bélgica         | 44:40.8        | 56            | 33.0          | Ultrapassado  | Ultrapassado  | Ultrapassado  | Ultrapassado  |
| 55                | 50  | Rémi Drolet             | CAN Canadá          | 44:39.9        | 55            | 33.5          | Ultrapassado  | Ultrapassado  | Ultrapassado  | Ultrapassado  |
| 56                | 55  | Miha Ličef              | SLO Eslovênia       | 44:39.3        | 54            | 36.6          | Ultrapassado  | Ultrapassado  | Ultrapassado  | Ultrapassado  |
| 57                | 51  | Yevgeniy Velichko       | KAZ Cazaquistão     | 44:20.9        | 53            | 38.8          | Ultrapassado  | Ultrapassado  | Ultrapassado  | Ultrapassado  |
| 58                | 64  | Oleksii Krasovskyi      | UKR Ucrânia         | 45:22.6        | 58            | 35.2          | Ultrapassado  | Ultrapassado  | Ultrapassado  | Ultrapassado  |
| 59                | 45  | Chen Degen              | CHN China           | 45:55.6        | 60            | 40.1          | Ultrapassado  | Ultrapassado  | Ultrapassado  | Ultrapassado  |
| 60                | 70  | Mark Chanloung          | THA Tailândia       | 47:00.0        | 62            | 33.8          | Ultrapassado  | Ultrapassado  | Ultrapassado  | Ultrapassado  |
| 61                | 67  | Seve de Campo           | AUS Austrália       | 47:05.7        | 63            | 32.7          | Ultrapassado  | Ultrapassado  | Ultrapassado  | Ultrapassado  |
| 62                | 61  | Kim Min-woo             | KOR Coreia do Sul   | 46:24.3        | 61            | 33.8          | Ultrapassado  | Ultrapassado  | Ultrapassado  | Ultrapassado  |
| 63                | 69  | Franco Dal Farra        | ARG Argentina       | Ultrapassado   | Ultrapassado  | Ultrapassado  | Ultrapassado  | Ultrapassado  | Ultrapassado  | Ultrapassado  |
| 64                | 60  | Ruslan Perekhoda        | UKR Ucrânia         | Ultrapassado   | Ultrapassado  | Ultrapassado  | Ultrapassado  | Ultrapassado  | Ultrapassado  | Ultrapassado  |
| 65                | 65  | Phil Bellingham         | AUS Austrália       | Ultrapassado   | Ultrapassado  | Ultrapassado  | Ultrapassado  | Ultrapassado  | Ultrapassado  | Ultrapassado  |
| 66                | 63  | Jeong Jong-won          | KOR Coreia do Sul   | Ultrapassado   | Ultrapassado  | Ultrapassado  | Ultrapassado  | Ultrapassado  | Ultrapassado  | Ultrapassado  |
| 67                | 68  | Manex Silva             | BRA Brasil          | Ultrapassado   | Ultrapassado  | Ultrapassado  | Ultrapassado  | Ultrapassado  | Ultrapassado  | Ultrapassado  |
| 68                | 9   | Hugo Lapalus            | FRA França          | 40:25.2        | 9             | 31.4          | Não finalizou | Não finalizou | Não finalizou | Não finalizou |
| 69                | 7   | Sjur Røthe              | NOR Noruega         | Não finalizou  | Não finalizou | Não finalizou | Não finalizou | Não finalizou | Não finalizou | Não finalizou |
| 70                | 20  | Jonas Dobler            | GER Alemanha        | Não iniciou    | Não iniciou   | Não iniciou   | Não iniciou   | Não iniciou   | Não iniciou   | Não iniciou   |

Legenda
| Recorde mundial      | Recorde mundial (World record)               |                       | Recorde africano                      | Recorde africano (African) |                                           | Q | Classificado por posição (Qualified) |
| Recorde olímpico     | Recorde olímpico (Olympic record)            | Recorde da América    | Recorde da América (Americas)         | q                          | Classificado por melhor tempo (Qualified) |   |                                      |
| Melhor marca do ano  | Melhor marca do ano (World leading)          | Recorde asiático      | Recorde asiático (Asian)              | DNS                        | Não largou (Did not start)                |   |                                      |
| Recorde nacional     | Recorde nacional (National record)           | Recorde europeu       | Recorde europeu (European)            | DNF                        | Não terminou (Did not finish)             |   |                                      |
| Recorde pessoal      | Recorde pessoal do atleta (Personal best)    | Recorde da Oceania    | Recorde da Oceania (Oceania)          | DSQ / DQ                   | Desclassificado (Disqualified)            |   |                                      |
| Recorde da temporada | Recorde da temporada do atleta (Season best) | Recorde sul-americano | Recorde sul-americano (South America) | NM                         | Sem marca (No mark)                       |   |                                      |